# Per Siljeström
Per Adam Siljeström (i riksdagen kallad Siljeström i Näsby och Siljeström i Stockholm), född 24 december 1815 i Åby socken, Kalmar län, död 19 februari 1892 i Stockholm, var en svensk fysiker, lärare och riksdagspolitiker.

## Biografi
Siljeström blev student vid Uppsala universitet 1832 och filosofie magister 1836. År 1838 deltog han i den franska Rechercheexpeditionen som företogs under ledning av Joseph Paul Gaimard. Denna expedition övervintrade i Bosekop, vid Alta, och Siljeström deltog därunder i de meteorologiska och jordmagnetiska observationer, för vilka redogörelser lämnades dels i "Voyages de la commission scientifique du Nord" (1843-49), dels i Vetenskapsakademiens Handlingar för 1841. Under sin hemfärd genom Norge företog han "Observation öfver rullstensräfflornas riktning" i detta land (Vetenskapsakademiens Handlingar 1842).
Åren 1839–44 var Siljeström lärare vid Ebersteinska skolan i Norrköping, 1844–47 docent i experimentell fysik vid Uppsala universitet samt lärare vid Nya elementarskolan i Stockholm. Åren 1847–49 var han thamisk lektor vid Vetenskapsakademien och 1856–62 rektor vid Nya elementarskolan, varjämte han 1861 och 1862 var ledamot av direktionen över Seminarium för bildande av lärarinnor, i vilken läroanstalt han även föreläste i pedagogik. Sistnämnda år utsågs han till folkskoleinspektör i Stockholm, men tvingades samma år av hälsoskäl avsäga sig både denna och sina övriga befattningar liksom den plats i borgarståndet, vilken han samma år anförtrotts av huvudstadens valmän. Sedermera var han dock ledamot av andra kammaren 1867–1869 för Södertörns domsagas valkrets och 1885–1887 (även sistnämnda års majriksdag) för Stockholms stads valkrets samt valdes jämväl för valperioden 1888–90, då likväl hela Stockholmsvalet blev upphävt. Åren 1866, 1867 och 1887 var han ledamot av Konstitutionsutskottet. Inom riksdagen arbetade han kraftigt för humanitära och politiska framsteg. Särskilt bör nämnas hans reformsträvanden i fråga om undervisning, samvetsfrihet och medicinsk frihet. En av honom i 1887 års konstitutionsutskott avgiven reservation anses ha föranlett regeringen att framlägga den "Blå boken" i norska frågan.
Siljeström hade dock störst betydelse för sin verksamhet inom undervisningens och upplysningens område. I sin lärarverksamhet på många och vitt skilda områden – i enskilda familjer, vid ett gammalt gymnasium, vid universitet, i Nya elementarskolan, i Högre lärarinneseminariet och i en enskild läroanstalt för fruntimmer, liksom i söndags- och aftonskolor för arbetare –, vidare som rektor, direktions- och skolrådsledamot, examinator i en militärskola, offentlig föreläsare fick han troligen större erfarenhet än någon annan då levande svensk om de praktiska delarna av undervisningen.
Under allt detta arbetade han, ända sedan början av 1840-talet, genom skrifter och muntliga föredrag för den offentliga undervisningens förbättrande i enlighet med de grundsatser, vilka omkring 1840 började göra sig gällande i Sverige. Han verkade särskilt för bland annat ökad tid åt modersmålet, de främmande levande språken och naturvetenskaperna. Han yrkade även på att folkskolan skulle ombildas till en för barn ur alla samhällsklasser gemensam bottenskola ("kommunalskola"), med uteslutande svenska läroämnen, samt underställas under kommunalstämmorna och landstingen, liksom att seminarierna skulle få särskilda styrelser i stället för att lyda under domkapitlen. Hans grundåsikt i fråga om uppfostran var, att individualiteten bör få full frihet att på förnuftigt sätt göra sig gällande. Han verkade i flera år för skolornas förbättring i avseende på hygien och materiel. Hans föredrag Om skolhusen och skolmaterielen i Pedagogiska föreningen 1853 (tryckt 1884 i Handlingar och skrifter rörande undervisningsväsendet) fick stor uppmärksamhet och föranledde sakens framdragande i riksdagen. Åren 1851-60 utförde Siljeström, efter ett av Per Erik Svedbom givet uppslag, under strider med Stockholms stads konsistorium och territoriella församlingar, omfattande insatser för omorganisationen av huvudstadens folkskolor.
Genom sin reseberättelse om skolförhållandena i USA samt genom sitt inflytande i riksdagen verkade Siljeström mycket för inrättandet av den särskilda folkskolinspektion, som kom till stånd 1860. Trots att han inte själv var inspektör anmodades han av ecklesiastikministern anmodad att deltaga i de första inspektörsmötena.
Siljeström gjorde även betydande insatser på kvinnobildningens område. Under några år i mitten av 1850-talet drev han aftonkurser i svensk allmänbildning för flickor, kallad Praktiska flickskolan, mot en mycket låg avgift, men ekonomiska skäl gjorde projektet tillfälligt. På hans initiativ anordnades 1859 en "Lärokurs för fruntimmer", vilken utan tvivel påskyndade upprättandet (1860) av Seminarium för bildande av lärarinnor, vid vars första organisation han medverkade. Tanken att åstadkomma populära föreläsningar och en högskola i Stockholm hade i Siljeström en av sina upphovsmän och ivrigaste främjare. Redan i Litteratursällskapet (stiftat 1841) och Bildningscirkeln (stiftad 1845) höll han föredrag i detta syfte. Enligt hans åsikt hade dock högskolans främsta uppgift bort bli att fylla det praktiska livets och allmänbildningens krav.
Tillsammans med bland andra Per Erik Svedbom och Gustaf Reinhold Rabe grundlade Siljeström Sveriges första periodiska organ för undervisningsfrågor, "Tidskrift för lärare och uppfostrare", i vars redaktion han i två år (1846 och 1847) deltog. Till sockenbibliotekens fromma dels föranstaltade Siljeström utgivande av bokförteckningar och spred boksamlingar, dels utgav skrifter om sådana bibliotek. I riksdagen samt genom flera tryckta arbeten arbetade för vaccinationstvångets avskaffande. Uppslag till stiftandet av Svenska allmänna djurskyddsföreningen (1875) gavs av Siljeström och hans hustru.
Dels för vetenskapliga ändamål, dels för att inhämta kännedom om undervisningens tillstånd gjorde Siljeström en mängd utlandsresor, bland annat 1849–50, med offentligt understöd, i England och Nordamerika. Som svenskt ombud bevistade han 1854 den internationella skolexpositionen i London (den första i sitt slag), vars svenska avdelning anordnades av honom.
Av Siljeströms många skrifter kan nämnas: Resa i Förenta staterna I (1852, "Om bildningen och bildningsmedlen i Förenta staterna" [ett arbete, som var det första i sitt slag, översattes till engelska 1853 och fick stor uppmärksamhet]); II (1854, "Patentväsende och järnvägslagstiftning i Förenta staterna"), Afhandlingar och smärre uppsatser i fysiska och filosofiska ämnen (tre häften, 1854-69), Smärre skrifter rörande uppfostran och undervisning (1884) och Handlingar och skrifter rörande undervisningsväsendet (1884). Han författade även flera avhandlingar (på svenska, engelska och franska) i medicinsk statistik, med särskilt avseende på vaccinationen, minnesteckningar över Jöns Jacob Berzelius (1849), Baltzar Cronstrand (i dennes, av Siljeström utgivna, "Efterlemnade skrifter", 1878), Lars Johan Hierta (1879) och Emanuel Swedenborg (1888), vidare läroböcker i fysik, geometri, aritmetik, kristendom och svensk statsförfattning (Lag och rätt. Kort sammandrag af fäderneslandets statskunskap, fjärde upplagan 1879), i vilka man finner ett stort antal metodiska anvisningar av högt värde, liksom läseböcker för barn samt en mängd avhandlingar och uppsatser i tidskrifter (Vetenskapsakademiens publikationer, "Framtiden", "Läsning för folket") och tidningar. År 1895 utkom Siljeströms Efterlämnade småskrifter i pedagogiska ämnen.